# Carman
Carman Urziceni este o companie producătoare de preparate din carne din România.
Carman deține o fabrică în orașul Urziceni, județul Ialomița, cu o capacitate de producție de 20 de tone de carne pe zi.
Investiția de 2,5 milioane de euro în fabrica din Urziceni a fost realizată printr-un program SAPARD și din credite bancare în perioada iulie 2005 - mai 2006.
Terenul aferent fabricii și abatorului este de 3.800 de metri pătrați.
Cifra de afaceri în 2007: 18 milioane lei (5,4 milioane euro)